# Дриска
Дриска — река в России, протекает по Тульской и Рязанской областям. Левый приток Сухой Таболы.

## География
Река Дриска берёт начало у деревни Елизаветино Милославского района Рязанской области. Течёт на север, у села Сергиевское поворачивает на запад. Пересекает границу Тульской области и впадает в Сухую Таболу у села Хованщина. Устье реки находится в 8,2 км от устья Сухой Таболы. Длина реки составляет 11 км, площадь водосборного бассейна — 43 км².

## Данные водного реестра
По данным государственного водного реестра России относится к Донскому бассейновому округу, водохозяйственный участок реки — Дон от истока до города Задонск, без рек Красивая Меча и Сосна, речной подбассейн реки — бассейны притоков Дона до впадения Хопра. Речной бассейн реки — Дон (российская часть бассейна).
Код объекта в государственном водном реестре — 05010100312107000000373.